# Daphoenodon
Daphoenodon — вимерлий рід хижих ссавців з родини амфіціонових, який жив у епоху міоцену. Для видів Daphoenodon характерні кінцівки, які спеціалізуються на рухах вперед і назад, а також співвідношення тіла, що призводить до подовженого кроку.

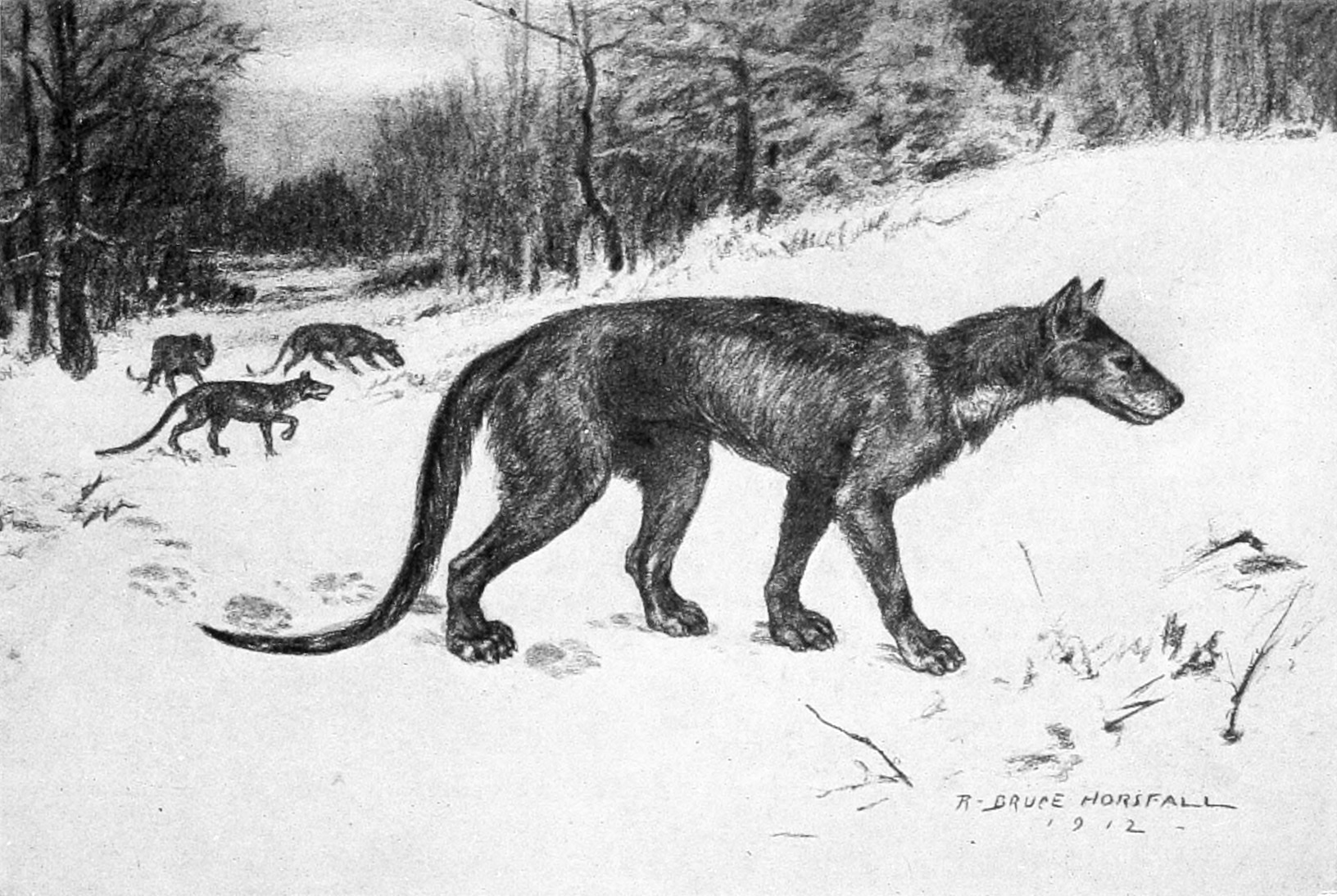
Реставрація D. superbus

## Види
D. falkenbachi був більшим видом, який був знайдений у північній частині Гошен, південно-східних округах Платт, Вайомінгу та Небрасці. Менший вид, D. skinneri, був знайдений на півдні Вайомінга. У ще одного великого виду, D. robustum, передня кінцівка подовжена, що робить пристосування до переслідування здобичі на відкритій місцевості дуже очевидною. Структура скелета D. robustum демонструє хижака, який має схожі характеристики з високорозвиненими сучасними видами — вовками та гепардами — а також великими дикими кішками — левами й тиграми.